# Rolf Langbein
Rolf Langbein (* 12. April 1932 in Steinach; † 26. August 2018 in Verden (Aller)) war ein deutscher Mineraloge und Petrologe.

## Leben
Rolf Langbein studierte an der Friedrich-Schiller-Universität Jena Mineralogie und im Nebenfach Geologie und Chemie. Während seiner anschließenden Zeit beim Geologischen Dienst Jena beschäftigte er sich mit Perm- und Trias-Sedimenten und leitete das Sedimentlabor und später die Abteilung Lagerstättengeologie. 1961 wurde er mit seiner Dissertation über geochemische Untersuchungen an Salztonen des Südharzkalireviers promoviert und 1967 mit seiner Habilitationsschrift über die Petrologie des Thüringer Buntsandsteins habilitiert. 1971 wurde er Dozent für Petrologie an der Sektion Geologische Wissenschaften in Greifswald. Daneben nahm er das Amt des stellvertretenden Direktors für Erziehung und Ausbildung wahr. 1982 wurde er auf den Lehrstuhl für Petrologie berufen und 1990 zum Sektionsdirektor gewählt. Rolf Langbein, der 1992 die Professur für Mineralogie-Petrologie erhielt, war bis 1996 Sprecher der Fachrichtung Geowissenschaften und geschäftsführender Direktor des Mineralogisch-Petrographischen Instituts. Rolf Langbein betreute neben zahlreichen Diplomarbeiten 20 Dissertationen und 2 Habilitationen.
Seine Publikationsliste umfasst etwa 125 wissenschaftliche Veröffentlichungen, wobei die Sedimentgesteine sowie deren Diagenese den Schwerpunkt seiner Forschungen bildeten.

## Schriften (Auswahl)
- Untersuchungen an Salztonen des Zechsteins im Südharz-Kalirevier. Dissertation, Jena 1961
- Zur Petrologie des Thüringer Buntsandsteins. Habilitationsschrift, Weimar 1967
- Zur Petrologie des Thüringer Buntsandsteins. Geologie, Beiheft 68, Akademie-Verlag, Berlin 1970
- mit Helmut Peter und Hans-Jürgen Schwahn: Karbonat- und Sulfatgesteine: Kalkstein, Dolomit, Magnesit, Gips, Anhydrit. Deutscher Verlag für Grundstoffindustrie, Leipzig 1982